# Pak Cseszung
Pak Cseszung (hangul: 박재승, handzsa: 朴在昇, RR: Park Jae-seung; 1923. április 1. – 2015. március 12.) dél-koreai labdarúgóhátvéd.

## Pályafutása
A Seoul Army Club labdarúgója volt. 1953 és 1958 között 11 alkalommal szerepelt a dél-koreai válogatottban. Részt vett a svájci világbajnokságon, ahol a magyar válogatottal szerepeltek egy csoportban.